# Evil (песня)
«Evil» — песня американской пост-панк группы Interpol с её второго альбома Antics. «Evil» была выпущена 3 января 2005 года как второй сингл с этого альбома; позже, в феврале, появилось издание «Evil» в качестве макси-сингла с несколькими дополнительными треками. Из всех выпущенных синглов Interpol «Evil» занял самую высокую, 18-ю позицию в британском хит-параде UK Singles Chart.
Пол Бэнкс, вокалист группы Interpol и автор песни, сказал, что «Evil» — это мрачная композиция об «эстетике быть на грани падения» (англ. The art of nearly falling apart). Композиция начинается словами «Розмари, небеса вернули тебя к жизни. Ты идёшь со мной через увядание, страх и раздор». Существует распространённое предположение, что песня «Evil» (с англ. «зло») посвящена последним дням совместной жизни супругов Фреда и Розмари Уэст — серийных убийц, которые в общем счёте изнасиловали и убили более 20 молодых девушек, включая членов своей семьи. Фред Уэст покончил жизнь самоубийством не дожидаясь суда, на котором его жену Розмари приговорили к пожизненному заключению.
На трек «Evil» был снят музыкальный клип режиссёра Чарли Уайта. Песня также появлялась в эпизоде «Shake Your Groove Thing» телесериала «Анатомия страсти» и в 37-м эпизоде молодёжного сериала «Одинокие сердца».

## Списки композиций
Компакт-диск (OLE 637-2)
1. «Evil» — 3:36
2. «Song Seven» — 4:50

7-дюймовая грампластинка (OLE 637-7)
1. «Evil» — 3:36
2. «Leif Erikson» (Zane Lowe BBC Session)• — 3:53

Компакт-диск (макси-сингл) (OLE 647-2)
1. «Evil» — 3:36
2. «Song Seven» — 4:49
3. «Leif Erikson» (Zane Lowe BBC Session)• — 3:53
4. «NARC» (Zane Lowe BBC Session)• — 4:08
5. «Evil» (Zane Lowe BBC Session)• — 3:36

• — запись концертного выступления группы Interpol в шоу Зейна Лоу на радио BBC Radio 1.

## Музыкальный клип
Фотографом и режиссёром Чарли Уайтом был снят музыкальный клип на песню «Evil», причём это было первое видео Interpol, в котором музыканты самой группы не являлись актёрами. Главный герой клипа — театральная кукла, предстающая как персонаж мужского пола в оксфордской рубашке и летних брюках, сделанная с нарочито ненормальными чертами человеческого лица: у неё большие печальные глаза и отсутствующий взгляд, бледная кожа, приплюснутый нос без ноздрей и неестественно широкий рот. По сюжету клипа, эта кукла становится выжившей жертвой автомобильной аварии и попадает в больницу, исполняя при этом песню «Evil».
В своих работах Чарли Уайт неоднократно использовал кукол как основных действующих персонажей; не исключением стал и клип на песню «Evil». В столь своеобразном внешнем виде этой куклы Уайт видел некую толику группы Interpol, которая соответствует её участникам и её фанатам: бледная кожа, худое телосложение, тёмные волосы и «мальчишеский» внешний вид. Кукла была изготовлена исключительно для клипа «Evil» и более нигде не использовалась. Её разработкой занимались специалисты по аниматронике, которые участвовали в создании спецэффектов для фильмов «Хеллбой: Герой из пекла» и «Фантастическая четвёрка». При помощи аниматроники рот куклы был запрограммирован так, чтобы открываться в такт словам песни, имитируя пение. Один кукловод, тем временем, управлял движениями глаз и бровей; ещё шестеро кукловодов отвечали за движения тела. Съёмки клипа проходили в студии звукозаписи и настоящей больнице в Лос-Анджелесе в ноябре, и заняли около 17-и часов. Вскоре после выхода клипа безымянная кукла получила от поклонников группы своё неофициальное имя — Норман (англ. Norman).
Своим клипом режиссёр Чарли Уайт хотел драматизировать тему песни «Evil» о потере кого-то в результате трагедии. Он размышлял над сценарием все выходные, прослушивая песню раз за разом, почти ни на что не прерываясь. Как рассказывает сам Уайт, что-то в «Evil» заставило его подумать именно об автокатастрофе. «Я вслушивался в песню и колдовал над постановкой, поскольку в песне, без сомнения, было что-то трагическое, но не обязательно такое, что произошло одним определённым образом. Такой смысл в точности отображался в видео. Это детально разъяснило, как видео будет выглядеть и какие эмоции оно будет вызывать, в отличие от „Я сделаю куклу, которая будет петь песню, и это может прокатить“». По мнению Чарли, музыка и лирика песни «Evil» в любом случае тесно связана с самой группой Interpol, поэтому кукла Норман в клипе не затмевала собой группу, а как будто бы пересказывала её монолог. Группа Interpol, в то время пребывающая на гастролях, участия в съёмках клипа принимала немного, лишь наблюдая и корректируя процесс. Хотя музыканты и волновались, доверяя место режиссёра Чарли Уайту, который до этого не снимал музыкальных клипов, конечный результат его работы порадовал группу. Как рассказывает вокалист Пол Бэнкс, его устраивает не прямая, а абстрактная связь песни и клипом на неё, потому что Interpol всегда поддерживала личное видение у режиссёров клипов — так они получались не рекламой, а дополнением к песням.